# Edward Bugno
Edward Bugno (ur. ok. 1867, zm. w grudniu 1925 we Lwowie) – polski urzędnik.

## Życiorys
W okresie zaboru austriackiego w ramach autonomii galicyjskiej został urzędnikiem skarbowym. Od października 1913 pełnił urząd wiceprezydenta krajowej dyrekcji skarbu i krajowego dyrektora skarbu we Lwowie. Po odzyskaniu przez Polskę niepodległości w okresie II Rzeczypospolitej pełnił funkcję prezesa Izby Skarbowej we Lwowie. Był prezesem Stowarzyszenia „Złoty Krzyż”.
Zmarł w wieku 58 lat pod koniec grudnia 1925 we Lwowie i w tym mieście został pochowany 3 stycznia 1926.

## Ordery i odznaczenia
- Krzyż Komandorski Orderu Odrodzenia Polski (2 maja 1922)[2][3]